# Karmenu Vella
Karmenu Vella (* 19. června 1950, Żurrieq, Malta) je maltský politik.
V letech 2014 až 2019 byl evropským komisařem pro životní prostředí, námořní záležitosti a rybolov.